# The Ravel Album
The Ravel Album; Daphnis et Chloé is een muziekalbum van Isao Tomita uit 1979. In de Verenigde Staten werd het uitgebracht onder de titel Boléro met een andere trackvolgorde. 
The Bermuda Triangle bestond uit opnamen van allerlei losse fragmenten van voornamelijk Sergej Prokofjev, The Ravel Album bevatte bewerkte muziek van slechts een componist: Maurice Ravel. Tomita gebruikte Moog, Roland en Yamaha synthesizers in combintaie met vocoders, sequencers, equalizers, mixers, bandrecorders, noise reduction en allerlei accessoires om het resultaat op plaat te zetten.  

## Musici
- Isao Tomita – synthesizers

## Muziek
| Nr. | Titel | Duur             |
| --- | --- | ---------------- |
| 1.  | Daphnis et Chloé suite nr. 2 (Lever du jour, Pantomime, Danse générale)                                                                                               | 17:40            |
| 2.  | Pavane pour une infante défunte | 7:12             |
| 3.  | Boléro | 9:17             |
| 4.  | Ma Mère l'Oye (Pavane de la Belle au bois dormant, Petit Poucet, Laideronnette, Impératrice des Pagodes,Les entretiens de la belle et de la bête, Le jardin féerique) | circa 20 minuten |

Van het album verscheen Bolero als single, het enigszins succes, dat was te danken aan de film 10, waarin trouwens ander arrangement van dat nummer te horen was.